# 杜花路駅
杜花路駅（とかろえき）は、中華人民共和国湖南省長沙市雨花区にある長沙地下鉄2号線の駅である。

## 駅構造
島式ホーム1面

## 駅周辺
- 雨花区人民政府